# Ion Göttlich
Ion Göttlich ist ein fiktiver italienischer Radsportler, der von dem südafrikanischen Trickfilmzeichner Claudio Pavan kreiert wurde.
Pavan schuf Ion Göttlich, der von der Erscheinung her an den Incredible Hulk erinnert, Ende des Jahres 2014. Laut seinen eigenen Worten hatte er die Idee zu dieser Figur, als er Urlaub hatte und nachdem er sich Bahnradsportler auf YouTube angeschaut hatte. In rund sechs Wochen produzierte Pavan das erste Video mit Göttlich und postete es. Aufgrund der großen Resonanz schuf Pavan weitere kurze Clips mit Göttlich.
Laut fiktivem Lebenslauf ist Ion Göttlich am 25. März 1986 in Italien geboren und als Sprinter auf Bahn und Straße aktiv. Er ist demnach 1,90 Meter groß und wiegt 138 Kilogramm.
2018 wurde Ion Göttlich als Werbefigur für den Lauf des Bahnrad-Weltcups im Vélodrome National im französischen Saint-Quentin-en-Yvelines eingesetzt. Im Rahmen einer Werbekampagne des Teams Bora-hansgrohe wurde 2019 verbreitet, Göttlich werde bei der Tour de France starten. Nachdem es mit einem Start aufgrund mangelnder Leistungen nicht geklappt und er keinen Profivertrag erhalten habe, sei er von Eurosport als Kommentator verpflichtet worden.
Ion Göttlich hat 75.700 „Follower“ auf Instagram und 18.500 Abonnenten auf YouTube (Stand: 14. April 2024). Für Cycling Weekly ist er daher „wohl einer der populärsten Radrennfahrer, der nicht die Tour de France bestreitet“.